# Ridolfia
Genre
Ridolfia est un genre monotypique de plantes à fleurs de la famille des Apiaceae.

## Liste d'espèces
Selon Catalogue of Life (18 mai 2014) :
- Ridolfia segetum

Selon NCBI (18 mai 2014) :
- Ridolfia segetum

Selon The Plant List (18 mai 2014) :
- Ridolfia segetum (L.) Moris